# Eucharistische Gedächtniskirche St. Johann Kapistran

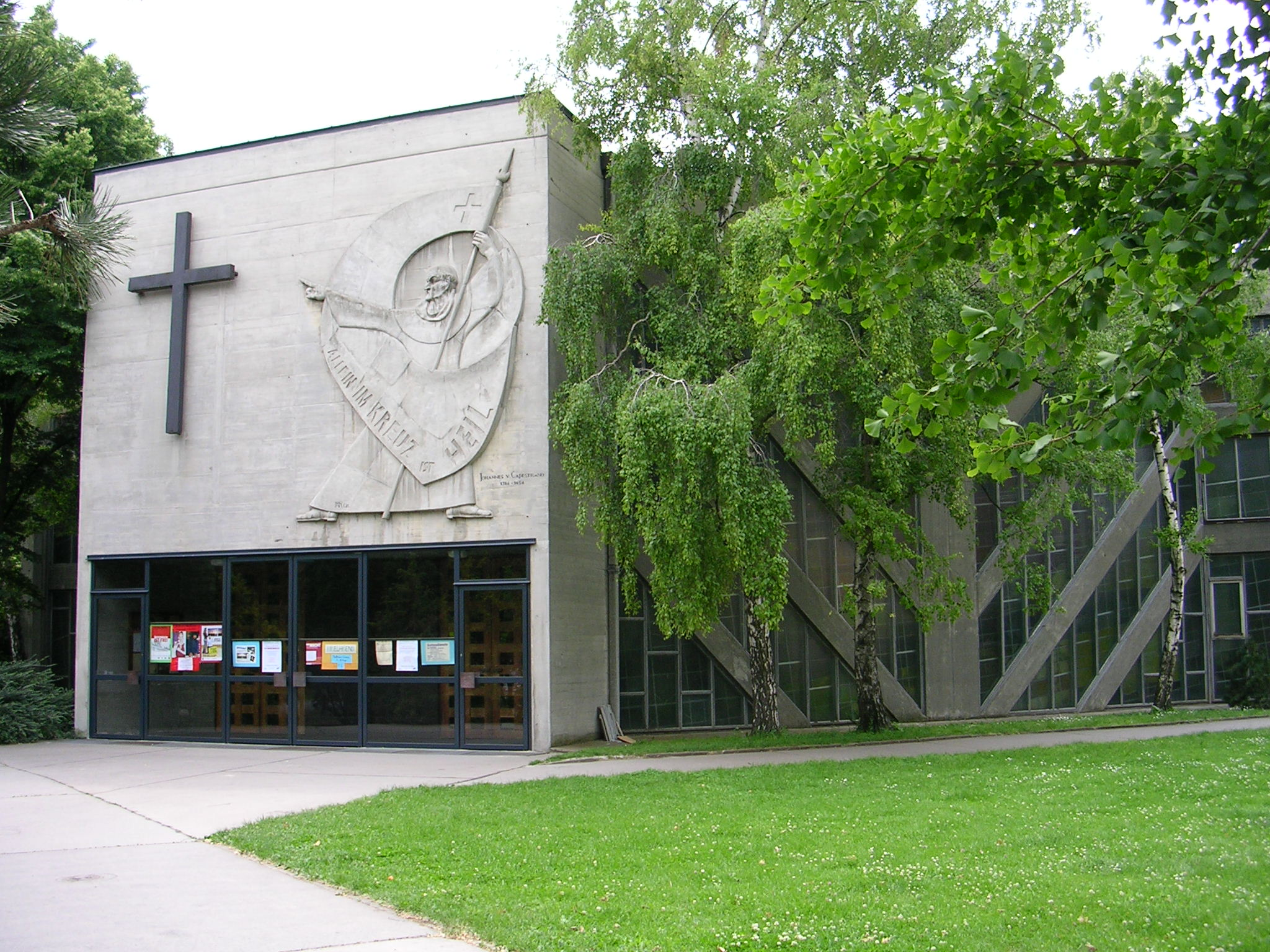
Eucharistische Gedächtniskirche St. Johann Kapistran

Die Filialkirche St. Johann Kapistran ist eine römisch-katholische Filialkirche im 20. Wiener Gemeindebezirk Brigittenau in der Forsthausgasse 22.
Die Eucharistische Gedächtniskirche ist dem hl. Johannes Capistranus geweiht und gehört zum Vikariat Wien-Stadt. 

## Geschichte
Mit einer Urkunde des Erzbischöflichen Ordinariats Wie vom 30. Dezember 1938 wurde die Pfarre an der Eucharistischen Gedächtniskirche in Wien XX zum 1. Januar 1939 errichtet. Der Name Eucharistische Gedächtniskirche soll an den 23. Eucharistischen Weltkongress, der 1912 in Wien stattgefunden hatte, erinnern.
Die Pfarre St. Johann Kapistran wurde am 1. September 2019 aufgehoben und Teil der Pfarre Hl. Johannes Paul II., deren Pfarrkirche die Brigittakirche ist. Die Kirche St. Johann Kapistran ist seither eine Filialkirche der Pfarre Hl. Johannes Paul II. und die Kirche der Teilgemeinde St. Johann Kapistran.

## Architektur und Ausstattung
Der polygonale Zentralbau mit Betonglasfenstern und kassettiertem Betongussflachdach wurde in unmittelbarer Nähe der Brigittakapelle von 1962 bis 1965 nach den Plänen des Architekten Kurt Widter errichtet und 1965 geweiht. 
Die Gestaltung der Glasfenster schuf der Bildhauer und Maler Günther Kraus. Ein geschnitzter Kruzifixus im Altarraum wurde von Bildhauer Edwin Grienauer um 1960 geschaffen. Vor der Kirche steht auf einem Sockel eine Kunststeinfigur Guter Hirte aus dem Jahr 1960. 
Die Orgel wurde 1975 von der Oberösterreichischen Orgelbauanstalt St. Florian erbaut und besitzt 16 Register auf zwei Manualen und Pedal.
Das Betonrelief an der Eingangsfassade, 4,5 Meter breit und 6 Meter hoch, mit der Darstellung des hl. Johannes Kapistran, der auf ein großes Kreuz deutet, wurde von den Bildhauern Erna al Cihade und Mostafa Ragab gestaltet und 1983 angebracht. Die Inschrift lautet: Allein im Kreuz ist Heil.